# Alessandro nell'Indie (Bach)
 Alessandro nell'Indie è un dramma per musica in tre atti del compositore tedesco Johann Christian Bach su libretto di Pietro Metastasio.  L'opera fu rappresentata per la prima volta il 20 gennaio 1762 al Teatro San Carlo di Napoli con Anton Raaff assieme alla cantata per tre voci ''La pace all'alma mia''.

## Struttura dell'opera
- Ouvertura: Allegro con spirito - Andante - Allegro assai

- Atto I:
  - Scena 1:
    - Recitativo accompagnato - "Fermatevi o codardi"
    - Aria - ''E' prezzo leggero'' (Gandarte)

  - Scena 2:
    - Recitativo - ''In vano empia fortuna''

  - Scena 3:
    - Recitativo - ''O ammirabili sempre''
    - Aria - ''Vil trofeo'' (Alessandro)

  - Scena 4 
    - Recitativo - ''O rimprovero acerbo''

  - Scena 5:
    - Recitativo - ''Ma qual sorte è la mia'
    - Aria - ''O su gli estivi ardori'' (Timagene)

  - Scena 6:
    - Recitativo - ''Perfidi! Qual riparo, qual rimedio adoperar''
    - Cavata- ''Se mai più sarò geloso'' (Poro)

  - Scena 7:
    - Recitativo - ''Erissena! Che veggo!''
    - Aria - ''Se mai turbo il tuo riposo'' (Cleofide)

  - Scena 8:
    - Recitativo - ''Erissena che dici?''

  - Scena 9:
    - Recitativo - Dove mio Re?
    - Aria - ''Se possono tanto'' (Poro)

  - Scena 10:
    - Recitativo - ''Principessa adorata''
    - Aria - ''Compagni nell'amore'' (Erissena)

  - Scena 11:
    - Recitativo - ''Non condannarmi, Amico"
    - Marcia

  - Scena 12:
    - Recitativo - ''Ciò che t'offro Alessandro, è quanto di più raro''

  - Scena 13:
    - Recitativo - ''Monarca, il Duce Asbite''

  - Scena 14:
    - Recitativo - ''Eccola. O gelosia''
    - Aria - ''Se amore ha questo petto'' (Alessandro)

  - Scena 15:
    - Recitativo - ''Loda agli Dei''
    - Duetto - ''Se mai più sarò geloso'' (Cleofide e Poro)
- Atto II:
  - Scena 1:
    - Recitativo - ''E passerà l'Idaspe''

  - Scena 2:
    - Recitativo - ''Poro, Gandarte, arriva''

  - Scena 3:
    - Recitativo - ''Poro,Ove corri!''
    - Aria - ''Non sarei sì sventurata'' (Erissena)
    - ''Marcia''
    - Coro - ''Servo si erge sì grande'' (SATB)

  - Scena 4:
    - Recitativo- ''Signor, l'India festiva, esulta al tuo passaggio''

  - Scene 5 
    - Recitativo - ''Mio ben, lasciami''
    - Recitativo accompagnato- ''Oh Dio qual gelo! qual timor''
    - Aria - ''Oh Dio la man mi trema'' (Poro)
    - Recitativo - ''O tenerezze! O pene!''

  - Scena 6:
    - Recitativo - ''Crudel t'arresta''

  - Scena 7:
    - Recitativo - ''Le Greche schiere, Signor vieni a sedar''

  - Scena 8:
    - Recitativo - ''Macedoni, alla Reggia''
    - Aria - ''Digli ch'io son fedele'' (Cleofide)

  - Scena 9:
    - Recitativo- ''Tenerezze ingegnose''
    - Aria - ''Destrier che all'armi'' (Poro)

  - Scena 10:
    - Recitativo - ''E tentò di svenarti!''

  - Scena 11:
    - Recitativo -''Per salvarti io regina''
    - Aria - ''Se è ver che t'accendi'' (Alessandro)

  - Scena 12:
    - Recitativo- ''Chi sperava, o Gandarte, tanta felicità''
    - Aria - ''Se il ciel mi divide'' (Cleofide)

  - Scena 13:
    - Recitativo - ''Adorata Erissena''

  - Scena 14:
    - Recitativo - ''Ah fermati...ove vai!''
    - Aria - ''Di vendermi la Calma'' (Gandarte)
- Atto III
  - Scene 1 
    - Recitativo - ''Erissena. Che miro, Poro tu vivi?''

  - Scena 2:
    - Recitativo - ''Sì funesto comando amareggia il piacer''

  - Scene 3:
    - Recitativo - ''Regina è dunque vero''

  - Scena 4:
    - Recitativo- ''Cleofide, sì presto non sperai le lacrime sul ciglio''
    - Aria - ''Se troppo crede al ciglio'' (Cleofide)

  - Scena 5:
    - Recitativo - ''Chi non avria creduto verace il suo dolor''

  - Scena 6:
    - Recitativo- ''Per qual via non pensata'

  - Scena 7:
    - Recitativo accompagnato - ''Ma Cleofide attende''
    - Aria - ''Non so d'onde viene'' (Alessandro)

  - Scena 8:
    - Recitativo - ''Ecco spezzato il solo debolissimo filo''

  - Scena 9:
    - Recitativo - ''Fermati! O ciel che fai''
    - Aria - ''Trafiggerò quel core'' (Poro)

  - Scena 10:
    - Recitativo - ''Gandarte, in questo stato non lasciarlo se m'ami''
    - Aria - ''Mio ben ricordati'' (Gandarte)

  - Scena 11:
    - Recitativo - ''inaspettati eventi, qual serie è questa"
    - Aria - "Son confusa Pastorella" (Erissena)

  - Scena 12:
    - Recitativo - "Nell'odorata pira si destino le fiamme"
    - Cavata - "Ombra che giri intorno" (Cleofide)

  - Scena ultima:
    - Recitativo- "Qui prigioniero giunge Poro"
    - Coro: "Serva ad eroe sì grande" (tutti)

## Personaggi
| Personaggi                                           | Tipologia vocale | Primi interpreti, 20 gennaio 1762. Direttore: Nicola Fabio |
| ---------------------------------------------------- | ---------------- | ---------------------------------------------------------- |
| Alessandro (re di Macedonia )                        | tenore           | Anton Raaff                                                |
| Poro (re dell'Indie del Panyab)                      | sopranista       | Luigi Costa                                                |
| Cleofide (regina di una parte dell'Indie)            | soprano          | Clementina Spagnoli "la Spagnoletta"                       |
| Timagene (confidente di Alessandro e nemico occulto) | tenore           | Salvatore Consorti                                         |
| Gandarte (generale dell'esercito di Poro)            | sopranista       | Tommaso Guarducci                                          |
| Erissena (sorella di Poro)                           | soprano          | Caterina Flavis                                            |

## Ripresa in tempi moderni e registrazione
Il dramma in tempi moderni fu rappresentato per la prima volta (e registrato) il 24 giugno 2000 al Schlosstheater di Potsdam; l'esecuzione fu affidata all'orchestra Akademie für Alte Musik sotto la direzione di Andreas Sperling.